# Folke Lindskog
C. Folke Lindskog, född 18 januari 1910 i London, död 1983, var en svensk företagsledare.

## Biografi
Lindskog tog examen vid KTH 1933, var anställd vid SKF i Göteborg 1933-1936, vid The Skefko Ball Bearing Co Ltd i Luton 1937, var verkställande direktör där 1960-1964, chef för tekniska avdelningen vid SKF i Johannesburg 37, VD där 1957-1960, vice VD vid SKF 1964, och VD från 1964 till 1971.  Han blev därefter bolagets koncernchef och styrelseordförande. 
Hans far, kyrkoherde (Hans) Jonas Lindskog, var bror till Claes Lindskog. Folke Lindskog var därmed kusin till bland andra Axel, Claes och Gösta Lindskog.